# Piedra Bola
Piedra Bola är en ort i Mexiko.   Den ligger i kommunen Balleza och delstaten Chihuahua, i den nordvästra delen av landet, 1 100 km nordväst om huvudstaden Mexico City. Piedra Bola ligger 2 467 meter över havet och antalet invånare är 103.
Terrängen runt Piedra Bola är kuperad. Runt Piedra Bola är det mycket glesbefolkat, med 3 invånare per kvadratkilometer. Närmaste större samhälle är Aserradero Pilares, 16,3 km sydost om Piedra Bola. I omgivningarna runt Piedra Bola växer huvudsakligen savannskog.